# Wilhelmskirche (Bad Kreuznach)

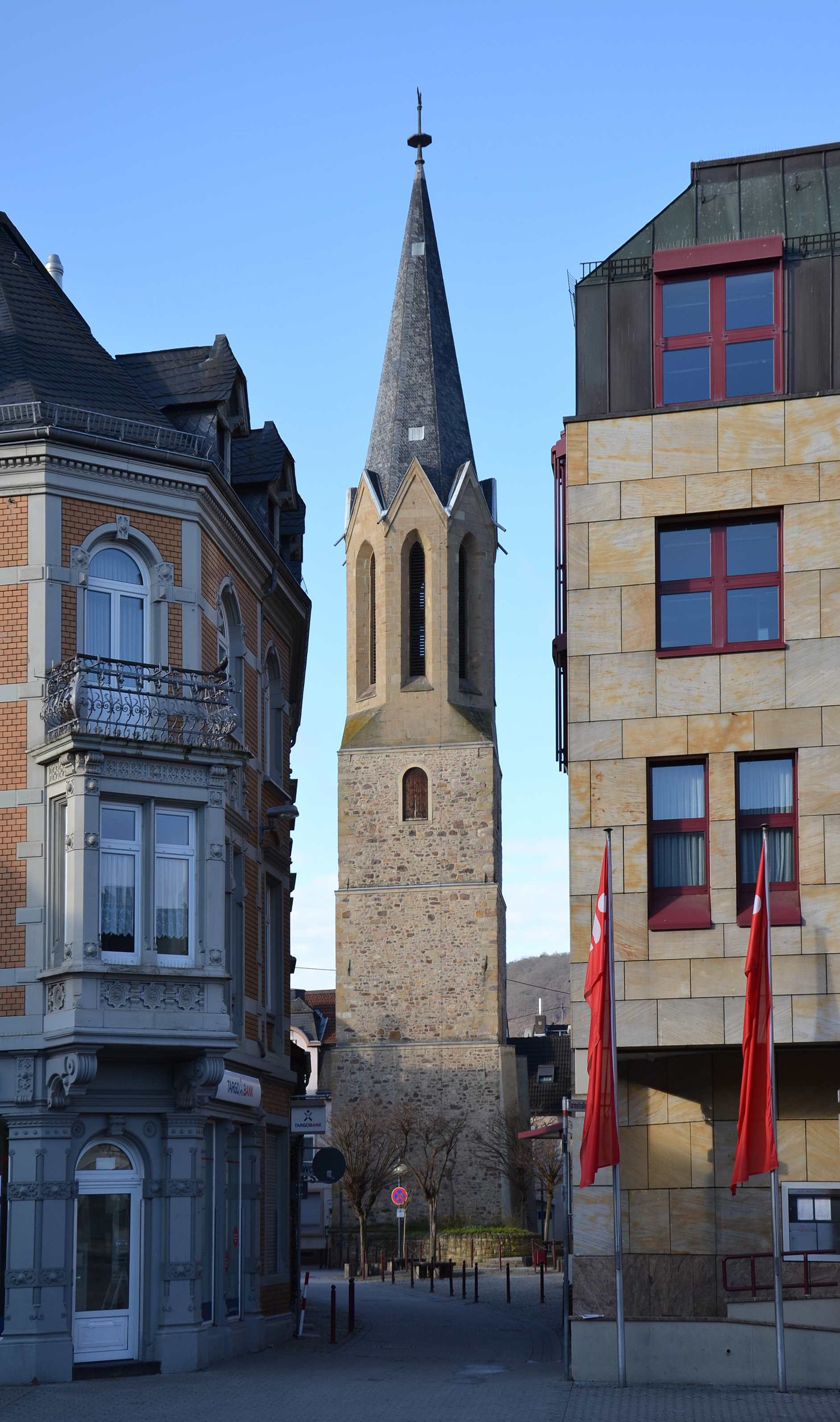
Turm der ehemaligen lutherischen Wilhelmskirche (2013)

Die Wilhelmskirche oder St. Wilhelmskirche, auch St. Wilhelm-Kirche, war ein von 1698 bis 1700 errichtetes Kirchengebäude in Bad Kreuznach, Rheinland-Pfalz. Sie stand in der Kreuznacher Altstadt. Von der Kirche ist nur noch der Turm mit einem neugotischen Glockengeschoss von 1862 und einem Türgewände von 1561 als Spolie erhalten.

## Geschichte

### Erste lutherische Gemeinde
1557 wurde in Kreuznach durch Kurfürst Ottheinrich die lutherische Reformation eingeführt und Christoph Stollberger († 1583) als Pfarrer installiert. Die Gemeinde nutzte die alte Stadtkirche auf dem Wörth. Bereits 1563 wandte sich jedoch Friedrich III. von der Pfalz dem Calvinismus zu. Unter Ludwig VI. wurde die Gemeinde 1576 noch einmal kurzzeitig lutherisch. Superintendent Mag. Christian Kolkwitz (* vor 1539; † nach 1585) und 32 Kirchen- und Schuldiener im Amt Kreuznach unterzeichneten 1581 die Konkordienformel. 1585 wurde der Lutheraner Kolkwitz unter Johann Kasimir abgesetzt. Auch der 1586 vom badischen Oberamt (in Kreuznach bestand ein Kondominium) eingesetzte Pfarrer Lorenz Scheuerlin (1558–1613) wurde 1587 von Johann Kasimir vertrieben. Scheuerlin stand in Verbindung mit Philipp Schopf (* um 1540/45; † 1598), der von 1575 bis Ende 1581 Stadtarzt in Kreuznach gewesen war.
1592 erschien in Oberursel eine anonyme Flugschrift, die dem lutherischen Herzog Reichard von Pfalz-Simmern (1521–1598) gewidmet war, in der die Reformierten scharf angegriffen wurden. Eine Himmelserscheinung, bei der ein holzfarbenes Kreuz über der Stadt Kreuznach erschienen sei (wohl eine Haloerscheinung), bedeute das Gericht über der „Zwingler Rott“.

### Neugründung der lutherischen Gemeinde

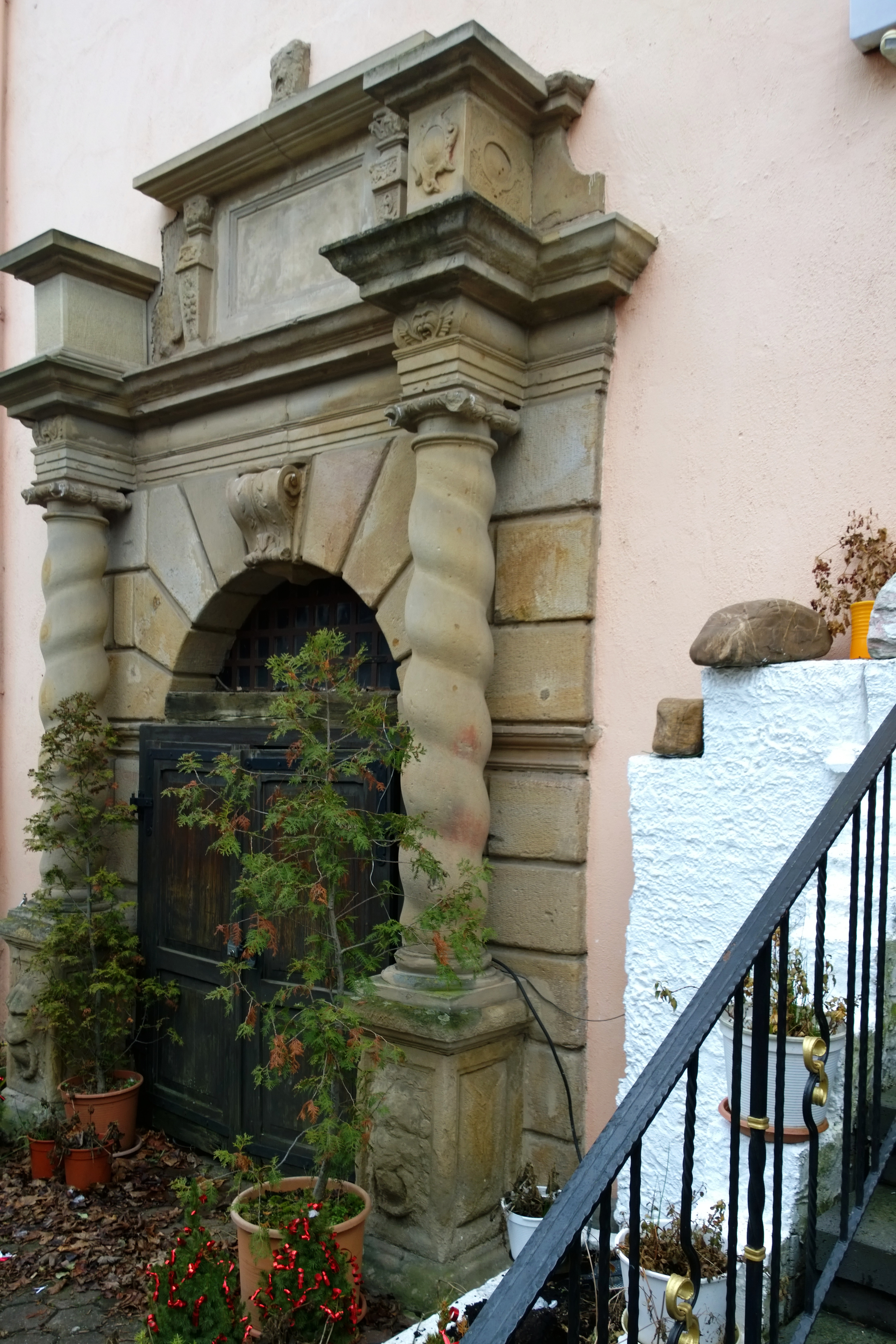
Barockportal, angeblich aus der ehemaligen lutherischen Kirche, tatsächlich wohl aus Schloss Oranienhof in der Hochstraße

1631 gründete der schwedische König Gustav II. Adolf  (1594–1632) die lutherische Gemeinde mitten im Dreißigjährigen Krieg neu. 1632 berief Reichskanzler Axel Oxenstierna (1583–1654) den rheingräflichen Hofprediger Gebhard Dolbier († nach 1637) zu ihrem ersten Pfarrer. Die lutherische Gemeinde bestand neben der größeren reformierten, bis sich beide evangelische Gemeinden 1817 vereinigten.
Nachdem die lutherische Gemeinde als Gotteshaus 1632 zunächst die Kirche St. Nikolaus besaß, musste sie um 1635 dort wieder weichen. Ludwig Philipp von Pfalz-Simmern (1602–1655, reg. 1632–1649), der reformierte Administrator der Kurpfalz, ließ ihren Pfarrer Dolbier 1637 gefangen wegführen. Die Gemeinde erhielt jedoch mit Unterstützung der lutherischen Rheingrafen als Kirche die alte rheingräfliche Zehntscheune neben dem Simmerner Hof, dem Stadtschloss der Pfalzgrafen in Kreuznach (heute: Jahnhallenparkplatz Hochstraße 27). Wild- und Rheingraf Adolf Heinrich von Salm-Dhaun (1557–1606) hatte 1575 einen neuen „Rheingräflichen Hof“ (später: Städtisches Spital) in der Mühlenstraße erbaut. Das Barockportal der alten lutherischen Kirche, die etwas länger als 60 Jahre in Gebrauch war, wurde später in einen Hof in der Hochstraße 25 eingebaut und ist noch erhalten.
Markgraf Wilhelm von Baden (1593–1677) veranlasste 1637 die Berufung des lutherischen Pfarrers Justus Wilhelm Nigrinus (1599–1676) aus Wörrstadt. Anlässlich des Kreuznacher Religionsvergleichs vom 4. Dezemberjul. / 14. Dezember 1652greg., in dem die Lutheraner sonst nicht erwähnt werden, obwohl sie zu dieser Zeit fast die Hälfte der Einwohner stellten, sicherte Markgraf Wilhelm auch ihnen freie Religionsausübung entsprechend den Bestimmungen des Westfälischen Friedens (Instrumentum Pacis Osnabrugensis IV § 19) zu. 1657 wurde Pfarrer Nigrinus jedoch von der Pfalzgräfin Maria Eleonora (1607–1675) und dem kurpfälzischen Truchseß Johann Karl Tolner († um 1665) – vermutlich auf Betreiben des reformierten Inspektors Friedrich Zaan (1592–1659) – die Predigt am offenen Grab verboten. 1681 wurden den Lutheranern Taufen und eheliche Einsegnung sowie 1682 die öffentliche Religionsausübung überhaupt förmlich untersagt.
Die lutherische Gemeinde wurde von dem Pfarrer und Vorstehern geleitet, denen seit 1687 ein „Sechstere“ genannter Ausschuss zugeordnet war.

### Schule
Die lutherische Gemeinde unterhielt neben der kleinen Kirche auch eine Elementarschule. Von 1632 bis 1635 wirkte Nikolaus Beusser (* vor 1605/10; † nach 1669), der familiäre Beziehungen zu der Stadt hatte (er war eines „Burgers Sohn“), als Schul- und Rechenmeister an dieser Schule. Da Beusser bereits vor 1628 in Kreuznach gearbeitet hatte („gewesener Rechen Schulmeister zu Creutznach“), könnte die Schule auch schon vor der offiziellen Wiederbegründung der Gemeinde bestanden haben. Beusser suchte 1635 um das Frankfurter Bürgerrecht nach; seine Nachfolger wurden Johann Weigand Senderlin († nach 1641) aus Wörrstadt und von 1644 bis 1648 die lutherische Schulfrau Maria Salome Schmidt. Nachdem ihre Nachfolgerin sich nach Waldlaubersheim verheiratet hatte und die Stelle vakant gewesen war, sollte Maria Salome Schmidt 1663 als Witwe erneut angestellt werden; sie musste aber auf Druck des reformierten Inspektors Johann Achenbach (1624–1674) wieder weichen, und die Schule wurde für zwei Jahre geschlossen. 1665 wurde erneut eine lutherische Schulfrau angestellt und 1686 der „Schuldiener“ Michel Heusner († 1696). Ihm folgte der Schulmeister Johann Georg Müntz aus Herborn (1677–1739), der zugleich als Pfarrer für Norheim amtierte.
Im 18. Jahrhundert befand sich das lutherische Schulhaus in der Roßstraße 13. Es wurde später als Küsterhaus genutzt.

### Bau der St. Wilhelmskirche
Kurfürst Philipp Wilhelm von der Pfalz (1615–1690) genehmigte der lutherischen Gemeinde am 15. März 1687 den Neubau einer Kirche. Kurz darauf wurden im Pfälzischen Erbfolgekrieg (1688–1697) am 18. Oktober 1689 alle Kreuznacher Kirchen niedergebrannt.
1697 erwarben die Lutheraner für 650 Gulden von der Familie Tolner einen Bauplatz für eine neue Kirche in der St. Petersgasse (später: Turmstraße, heute: Kornmarkt 5), das Eigentum an der bisher von der Gemeinde genutzten rheingräflichen Zehntscheuer ging im folgenden Jahr an die Kurpfalz über. 1698 wurde durch den Apotheker Johann Hermann Webel der Grundstein der neuen Kirche gelegt. Für den Bau scheinen Steine des Hofgutes Oranienhof bzw. dessen Vorgängerbaus, des Augustiner-Chorfrauenstiftes St. Peter, verwendet worden zu sein. Am 5. Oktober 1700 wurde die neue Wilhelmskirche eingeweiht. Die Baukosten in Höhe von 3828 Gulden wurden aus eigenen Mitteln und durch Kollekten in Baden, der Kurpfalz, Schweden (Provinz Bremen-Verden, Herzogtum Pfalz-Zweibrücken), Preußen, Braunschweig-Lüneburg, Braunschweig-Wolfenbüttel, Lübeck und Württemberg aufgebracht. Auch das Danziger geistliche Ministerium bewilligte dem Kollektanten Wilhelm Winkelhaus eine Unterstützung von 32 Gulden.
Der Bau war eine barocke, gewölbte Saalkirche mit Emporen an drei Seiten. Die Hauptfront war im Westen zur Nahe gerichtet. Der Turm schloss im Süden an den Chor an. In den Turm wurde als Spolie ein noch erhaltenes Türgewände eingebaut, das im Schlussstein auf 1561 datiert ist.
Den Namen St. Wilhelmskirche erhielt die Kirche durch Pfarrer Johann Georg Keifflin (1672–1728), der aus Straßburg stammte, in Erinnerung an die dortige St. Wilhelmskirche (Église Saint-Guillaume). Der Name war zugleich eine Anspielung auf die beiden katholischen Landesherren Kurfürst Johann Wilhelm von der Pfalz (1658–1716), der in der Zeit zwischen dem Frieden von Rijswijk 1697 und der Kurpfälzischen Religionsdeklaration 1705 die Lutheraner gegenüber den Reformierten bevorzugte, und Markgraf Ludwig Wilhelm von Baden (1655–1707). Gräfin Marie Elisabeth von Leiningen-Dagsburg-Hardenburg (1648–1724), die Witwe des dänischen Großkanzlers Friedrich von Ahlefeldt (1623–1686), spendete eine Kanzel für umgerechnet 150 Gulden und Antependien für die neue Kirche. Keifflin war 1698/99 als Hauslehrer und Hofprediger für die Familie Leiningen-Dagsburg-Hardenburg tätig gewesen.
1705/06 wurde neben der Kirche an der Roßstraße für 1733 Gulden und 46 Kreuzer ein Pfarrhaus gebaut.
Der badische Rat und General-Proviantdirektor des Schwäbischen Reichskreises Johann Philipp von Schell zu Bauschlott (1689–1733) stiftete 1705 eine erste Glocke, als ihm bei einem Besuch in Kreuznach gesagt wurde, der Kirche fehle eine „Schell“. Das Glöckchen der ehemaligen lutherischen Kirche im Simmerner Hof, der 1688 von Marie von Oranien-Nassau an Brandenburg vererbt worden war, wurde 1717 von König Friedrich Wilhelm I. in Preußen der reformierten Pauluskirche geschenkt.

### Altar und Orgel
1705/06 erhielt die Kirche für insgesamt 734 Gulden einen Altar sowie eine Orgel von Orgelbaumeister Jacob Irrlacher (1672–1762) aus St. Pölten. Die originale Disposition ist durch einen Kostenvoranschlag des Waldlaubersheimer Orgelbauers Johannes Schlaad (1822–1892) aus Kestert von 1858 überliefert:
| I Hauptwerk |                      |                |
| 1.          | Principal            | 8′             |
| 2.          | Flöte                | 8′ offen, Holz |
| 3.          | Bordun               | 8′ Holz        |
| 4.          | Sollicional          | 4′             |
| 5.          | Quint                | 3′             |
| 6.          | Cornett (Discant) IV |                |
| 7.          | Mixtur III           | 1′             |
| 8.          | Trompete             | 8′             |
|             | Cymbel Glöcklein     |                |

| Pedal     |
| angehängt |

Zur Einweihung der Orgel am 3. November 1706 schrieb Keifflin eine Kantate („Orgel Carmen“), deren Druck in 400 Exemplaren für 6 Gulden und 4 Albus bei der Mainzer Hof- und Universitätsdruckerei von Johannes Mayer († 1746) in Auftrag gegeben und die mit Vokalisten und Instrumentalisten aufgeführt wurde. Um 1715/20 hat wahrscheinlich der Komponist und Lehrer am Reformierten Gymnasium Kreuznach Johann Martin Spieß (1691–1772) aus Hanau an der Kirche gewirkt, die in dieser Zeit vorübergehend von der reformierten Gemeinde, deren eigene Wörthkirche nicht benutzbar war, mit genutzt wurde.

### Konflikt mit der Herrschaft Sickingen-Ebernburg
Keifflin betreute von Kreuznach aus auch die Evangelischen in den Orten Ebernburg, Feil und Bingert in der Herrschaft Sickingen, die während des Dreißigjährigen Krieges wieder katholisch gewordenen war, und veröffentlichte 1710 eine Protestschrift an das Corpus Protestantium beim Immerwährenden Reichstag in Regensburg gegen deren Bedrückung. Er kritisierte auch das sickingische Verhalten in den Dörfern Norheim und Traisen. 1715 wurde Keifflin von der Kurpfalz für die Veröffentlichung dieser Schrift eine Strafe von 100 Reichstalern und die Übernahme der Prozesskosten in Höhe von 100 Reichstalern auferlegt, wovon die lutherische Gemeinde in Kreuznach die Hälfte übernahm. 200 Reichstaler entsprechen 300 Gulden, Keifflins Jahres-Salär betrug 100 Gulden, 1 Fuder Wein und 20 Malter Korn. Der weitere Umgang mit den sickingischen Untertanen wurde Keifflin verboten, die Protestschrift in seiner Gegenwart vom Amtsbüttel zerrissen und seine Versetzung auf eine schlechter bezahlte Stelle angedroht.

### 18. bis 20. Jahrhundert
1726 baten Pfarrer Keifflin und Vorsteher der Gemeinde den Rat der Stadt Frankfurt am Main um Gewährung einer Unterstützung für die durch das Gewitter und den Hagelschlag vom 13. Mai 1725 in Not geratene lutherische Gemeinde.
1727 wurde in der Neustadt ein zweites Pfarrhaus neben dem Reformierten Gymnasium in der Klappergasse angekauft.
Weil nach einem Hochwasser 1739 die Mauer am Turm nachgegeben hatte, mussten Chor und Turm der Kirche 1740 erneuert werden. 1764 wurde eine zweite Glocke für die Kirche gegossen. 1777 wurde die Wilhelmskirche renoviert. 1793 wurde die Orgel durch Friedrich Carl Stumm (1744–1823) instand gesetzt. 1795 schlug bei den Kämpfen um Kreuznach im Ersten Koalitionskrieg ein Geschoss in der Wilhelmskirche ein und zertrümmerte die Kanzel und einige Kirchenstühle.

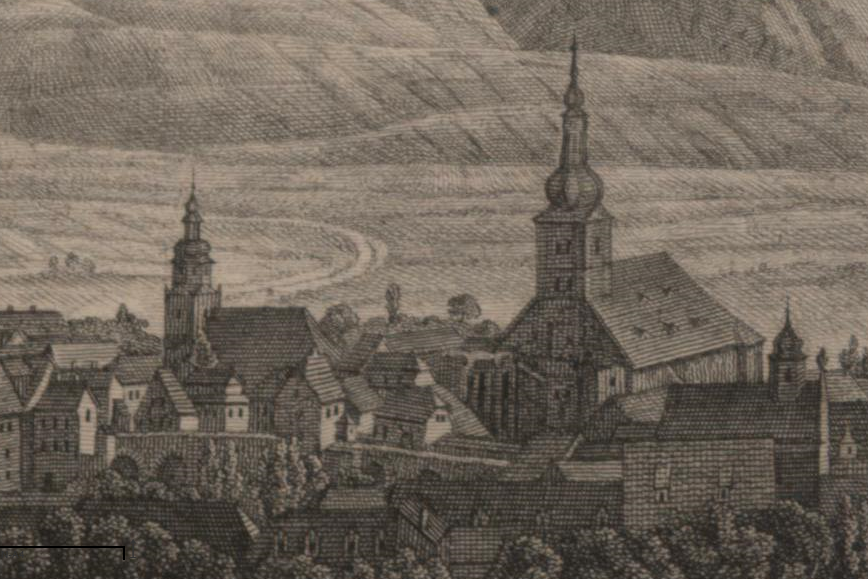
Ernst Fries: Wilhelmskirche (links) und Pauluskirche (rechts), um 1825, Kupferstich von Ludwig Hess (Ausschnitt)

Anlässlich der Vereinigung der reformierten und der lutherischen Kirchengemeinden, die in Kreuznach dem Unionsaufruf von König Friedrich Wilhelms III. von Preußen (1770–1840) begeistert gefolgt waren, spannte man 1817 ein mit Laub umwundenes Seil vom Turm der Wilhelmskirche über die Nahe zum Turm der Pauluskirche. 1838 setzte die neue unierte Gemeinde durch, dass ihr das Recht der früheren lutherischen Gemeinde auf freie Pfarrwahl erhalten blieb, das der ehemaligen reformierten Gemeinde in der Kurpfalz nicht zugestanden hatte.
1843 heirateten Karl Marx und Jenny von Westphalen in der evangelischen Gemeinde zu Kreuznach, vermutlich in der Wilhelmskirche (die Pauluskirche war damals wegen Bauarbeiten geschlossen).
In der zweiten Hälfte der 1840er Jahre nutzte auch die nach der Trierer Rockwallfahrt von 1844 am 10. März 1845 in Kreuznach gegründete deutschkatholische Gemeinde unter dem ehemaligen Dechanten Pfarrer Adam Winter († 1857) aus Alzey mit Genehmigung des Oberpräsidenten der Rheinprovinz den Kirchraum für ihre Gottesdienste. Bis zur Wiedererrichtung und Einweihung des Chores der Pauluskirche am 14. Juni 1863 nutzten auch englische Kurgäste die Wilhelmskirche für anglikanische Gottesdienste.
1862 wurde die Kirche nach einem Brand des Turmes renoviert, der Chor verlängert und ein neues Portal eingebaut. Der Turm wurde aufgestockt und erhielt ein achteckiges Glockengeschoss aus Sandsteinquadern, in das neben den beiden alten Glocken eine neue dritte Glocke eingebaut wurde. Die Kirche erhielt eine Gasbeleuchtung. 1903 wurde in der Roßstraße 11 an der Stelle des alten Pfarrhauses neben der Kirche ein Gemeindehaus eingeweiht, das 125.703,68 ℳ gekostet hatte.
Zu Beginn des 20. Jahrhunderts diente die Wilhelmskirche auch als Garnisonskirche. 1917 mussten die Bronzeglocken abgeliefert werden und wurden nach dem Ersten Weltkrieg durch Stahlglocken ersetzt, die 1921 der Bochumer Verein goss. 1924 erhielt die Kirche eine elektrische Beleuchtung. 1946 wurde die Orgel restauriert.

### Entwidmung und Abriss
Seit 1953 wurde die Kirche nicht mehr als Gottesdienststätte benutzt. Die beiden Stahlglocken wurden 1958 ausgebaut, überholt und 1966 in den Turm der neuen Johanneskirche in der Lessingstraße 16 eingebaut. In den 1950er Jahren wurde ein Gutachten in Auftrag gegeben, ob der Kirchraum als Gemeindesaal wiederverwendet werden könnte; dieses Projekt wurde aber nicht weiter verfolgt. 1968 wurde die Kirche an die Stadtsparkasse Bad Kreuznach (heute: Sparkasse Rhein-Nahe) verkauft und wegen Baufälligkeit bis auf den Turm abgerissen.
1983 wurde der Turm in den Neubau der Sparkasse einbezogen und beherbergt heute technische Einrichtungen.